# Lomasontfo Dludlu
Lomasontfo Martha Dludlu (falecida em 10 de janeiro de 2011) foi uma política suazi. Em 1993, ela tornou-se na primeira mulher eleita para o Parlamento do país.

## Biografia
Dludlu cresceu numa área rural e não recebeu educação formal. Ela trabalhou como motivadora da comunidade e cuidou de residentes deficientes e órfãos.
Apesar de ser analfabeta, ela disputou as eleições gerais de 1993 em Maphalaleni e foi eleita para a Câmara da Assembleia, derrotando oito homens e uma outra mulher, tornando-se na primeira mulher eleita para a Câmara. Ela permaneceu como membro até 1998.
Ela sofreu um derrame em 2008 e morreu em sua casa no dia 10 de janeiro de 2011, aos 64 anos.